# Concilio Lateranense (679)
Il concilio Lateranense fu celebrato nel mese di ottobre 679 nella Basilica lateranense sotto la presidenza di papa Agatone.

## Contesto storico
Il concilio lateranense del 679 fu occasionato da una disputa sorta in Inghilterra tra il primate e arcivescovo di Canterbury, Teodoro, e il metropolita di York, Vilfrido.
Fin dalla fondazione, la sede di York era l'unica diocesi del regno di Northumbria. In concomitanza con la salita al trono di Ecgfrith di Northumbria, Teodoro di Canterbury decise la divisione della vasta diocesi di York, con la fondazione di tre nuove diocesi, Lindisfarne, Hexham e Whitorn. Vilfrido si oppose nettamente a questo smembramento appellandosi direttamente all'autorità di Roma, e scegliendo di recarvisi personalmente per presentare le sue rimostranze. Teodoro rispose a questa manifestazione di dissenso consacrando i tre nuovi vescovi nella stessa cattedrale di York e deponendo Vilfrido dalla sua sede.
Vilfrido giunse a Roma nel corso del 679 assieme a Deodato, vescovo di Toul, che lo accompagnava per incarico di Dagoberto II, re d'Austrasia. Nel contempo arrivarono a Roma anche i messi di dell'arcivescovo di Canterbury.

## Il concilio
Nel mese di ottobre 679, papa Agatone convocò un concilio nella Basilica lateranense per dirimere la questione, alla presenza di poco più di cinquanta persone, tra cui 18 vescovi. Vilfrido espose i termini della disputa e si dichiarò disposto ad accettare la divisione della diocesi di York, se ciò fosse ritenuto necessario, a condizione che venissero assegnati come vescovi persone con le quali potesse vivere assieme.
Il concilio decise:
- la reintegrazione di Vilfrido sulla sua sede;
- che questi dovesse scegliere i vescovi delle tre nuove diocesi, d'accordo con un concilio da celebrarsi in Inghilterra;
- che spettasse all'arcivescovo di Canterbury la consacrazione dei tre vescovi, dopo la deposizione di quelli che già erano stati installati;
- che in tutta l'Inghilterra ci dovessero essere solo dodici diocesi ed una sola provincia ecclesiastica;
- l'invio a Teodoro di Canterbury di un legato papale, l'arcicantore Giovanni, con il compito di risolvere le diverse questioni pendenti in Inghilterra e di convocare un concilio generale della Chiesa anglosassone per condannare il monotelismo: a Giovanni furono consegnati inoltre gli atti del concilio Lateranense del 649.

Quest'ultima decisione richiama l'altro grande affare di cui dovette occuparsi papa Agatone durante il suo pontificato, ossia la soluzione dell'eresia monotelita, per la quale convocò un secondo concilio, nel mese di marzo 680, in vista della celebrazione del concilio di Costantinopoli del 680/681.

## I partecipanti
Oltre a papa Agatone, al concilio presero parte 18 vescovi, provenienti quasi tutti dall'Italia, e 35 presbiteri. Questo l'elenco dei vescovi, secondo l'ordine riportato dagli atti del concilio:
- Crescente di Vibona
- Andrea di Ostia
- Giovenale di Albano
- Maurizio di Tivoli
- Giovanni di Faleri
- Benedetto di Messina
- Teodosio di Siracusa
- Deusdedit di Narni
- Paolo di Nomento
- Giovanni di Porto
- Teodato (o Teodoro) di Nepi
- Vito di Selva Candida
- Gaudioso di Segni
- Giorgio di Agrigento
- Placenzio (o Placentino) di Velletri
- Giorgio di Triocala
- Giuliano di Catania
- Deodato di Toul